# Patrimoine naturel et culturel de la région d'Ohrid
Le patrimoine naturel et culturel de la région d’Ohrid est un bien du patrimoine mondial de l'humanité de l'Unesco, le seul site de la Macédoine du Nord à avoir reçu cette distinction.
La région d'Ohrid a été classée en 1979 pour son grand intérêt naturel. En effet, elle est un refuge pour un très grand nombre d'espèces animales et végétales, qui sont pour certaines en voie d'extinction dans le reste du monde. Le lac d'Ohrid, qui abrite plusieurs espèces endémiques, est par ailleurs le plus vieux lac d'Europe.
En 1980, le périmètre classé a été étendu afin de protéger également la richesse culturelle et historique de la région, qui est un des plus vieux établissements humains en Europe et compte un grand nombre de monuments byzantins. La ville d'Ohrid, capitale touristique de la Macédoine du Nord, surnommé la Jérusalem macédonienne, est un haut lieu du christianisme orthodoxe. 
En 2019, le site inclut désormais le reste du lac d'Ohrid situé en Albanie et, au nord-ouest du lac, la petite péninsule de Lin ainsi que la bande de terre le long de la rive qui relie la péninsule à la frontière macédonienne. Sur cette péninsule se trouvent les vestiges d’une chapelle chrétienne fondée au milieu du VIe siècle. Dans les eaux peu profondes près des rives du lac, trois sites témoignent de la présence d’habitations sur pilotis préhistoriques.

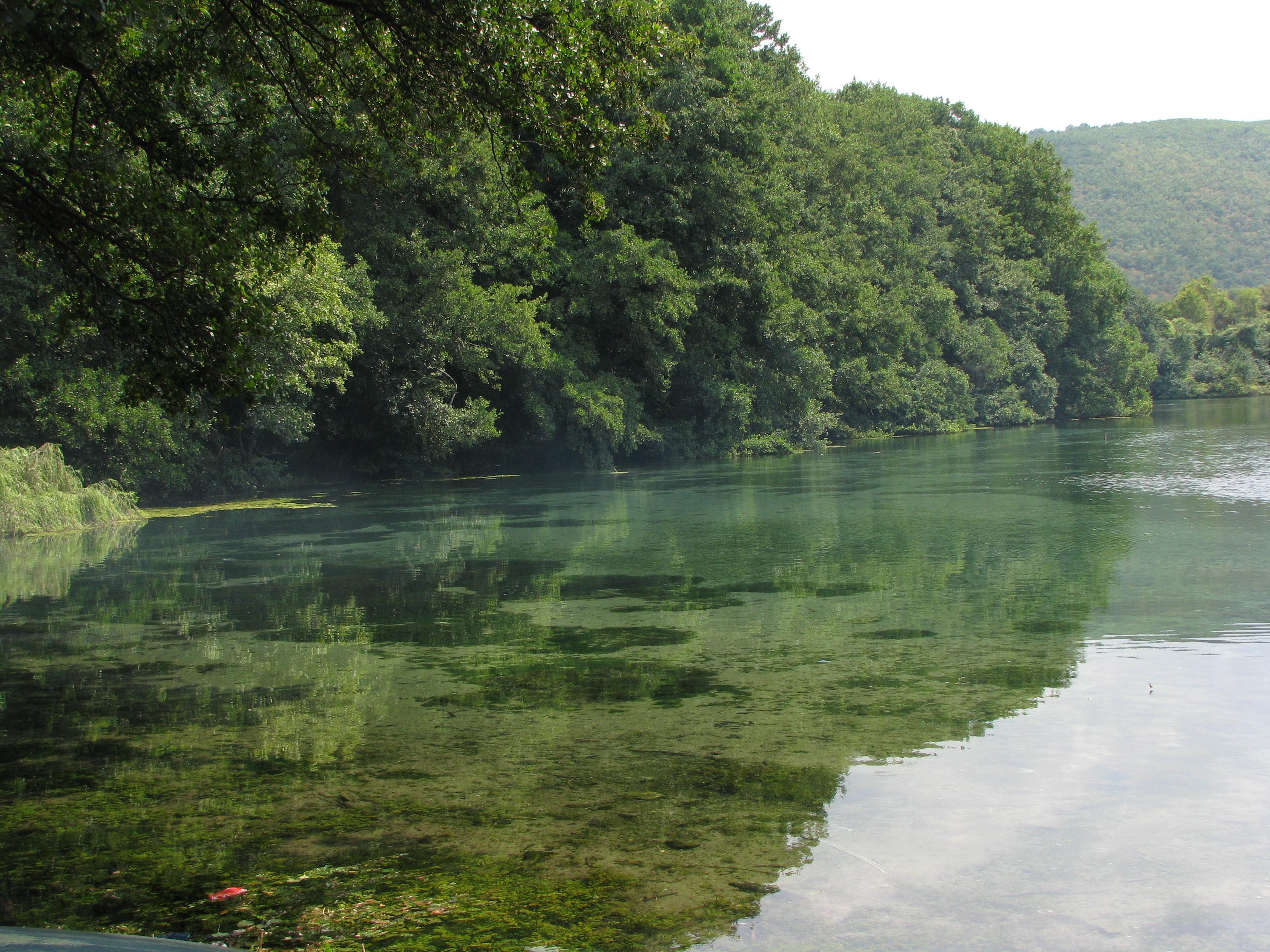
Une rive du lac d'Ohrid
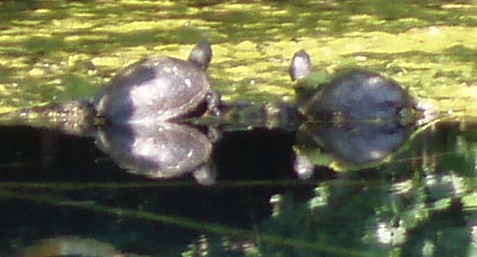
Tortues au bord du lac
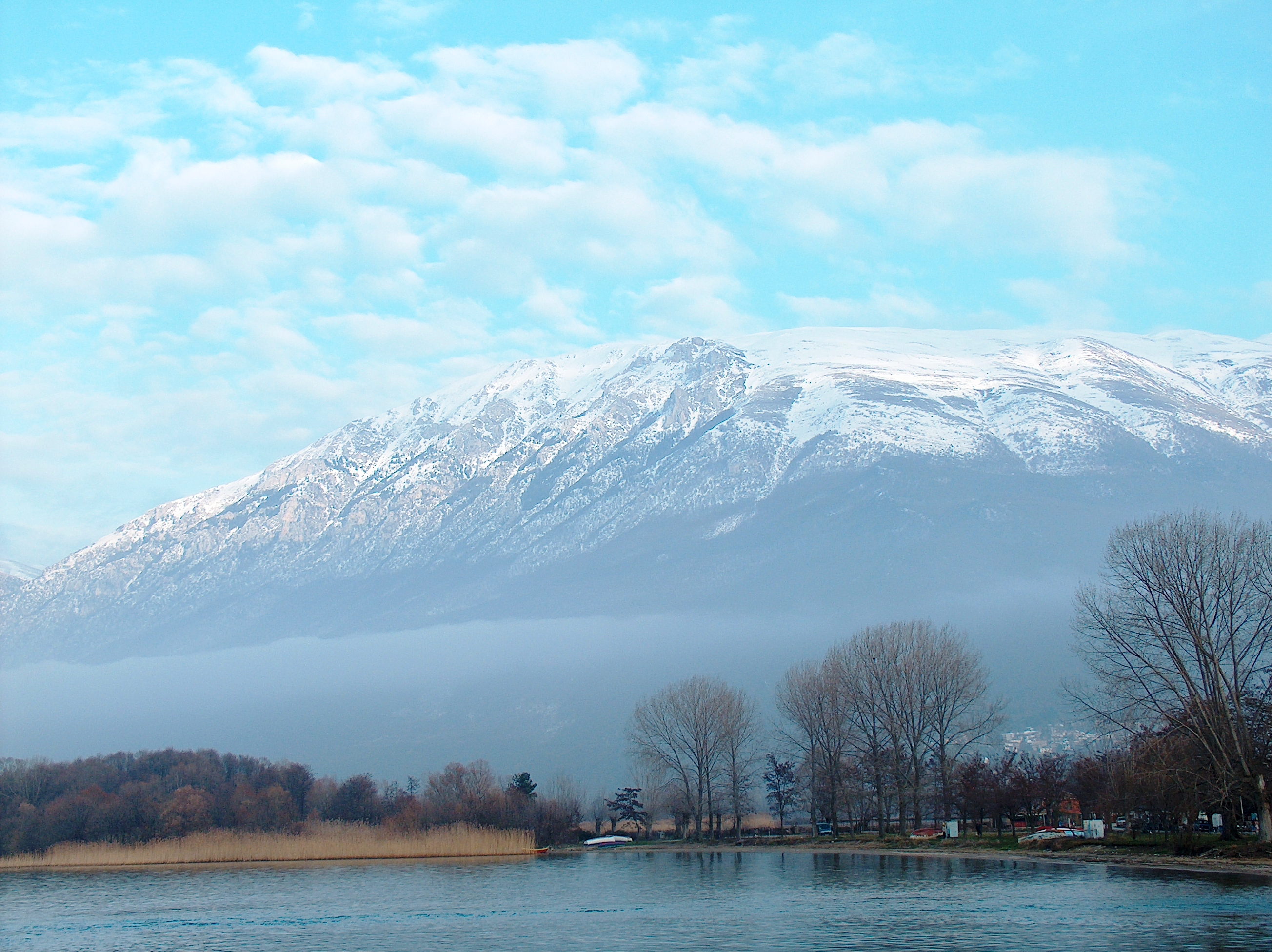
Le lac et le massif de la Galitchitsa
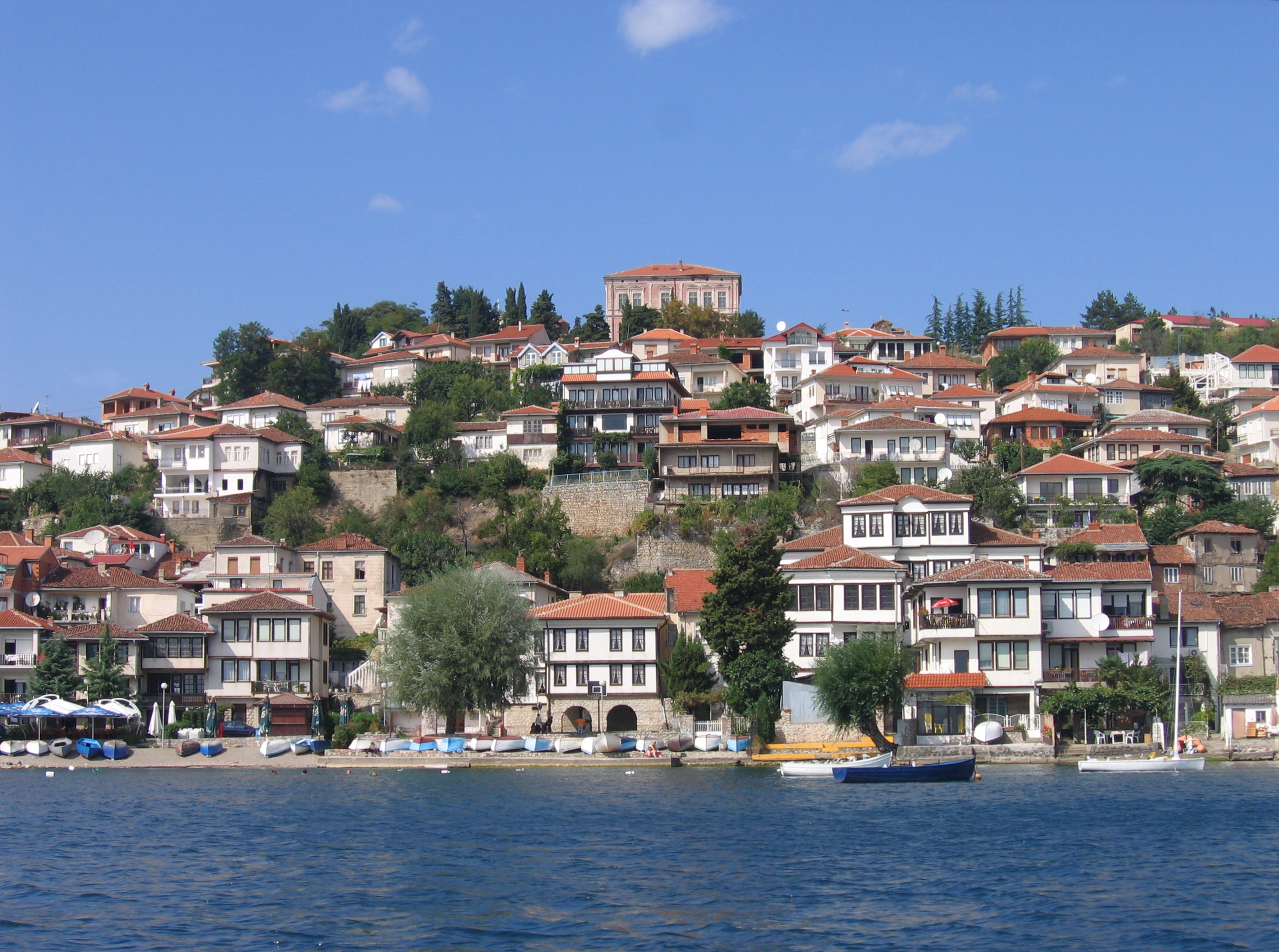
La vieille-ville d'Ohrid au bord du lac
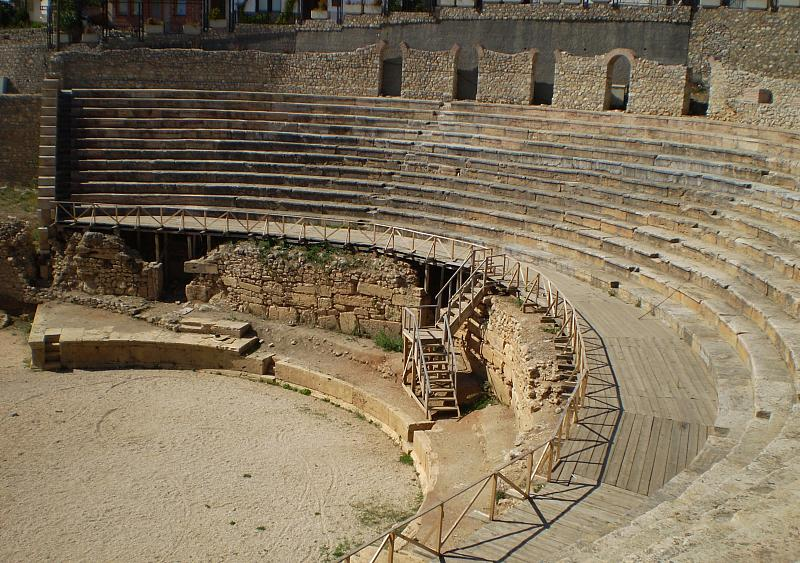
Le théâtre antique d'Ohrid
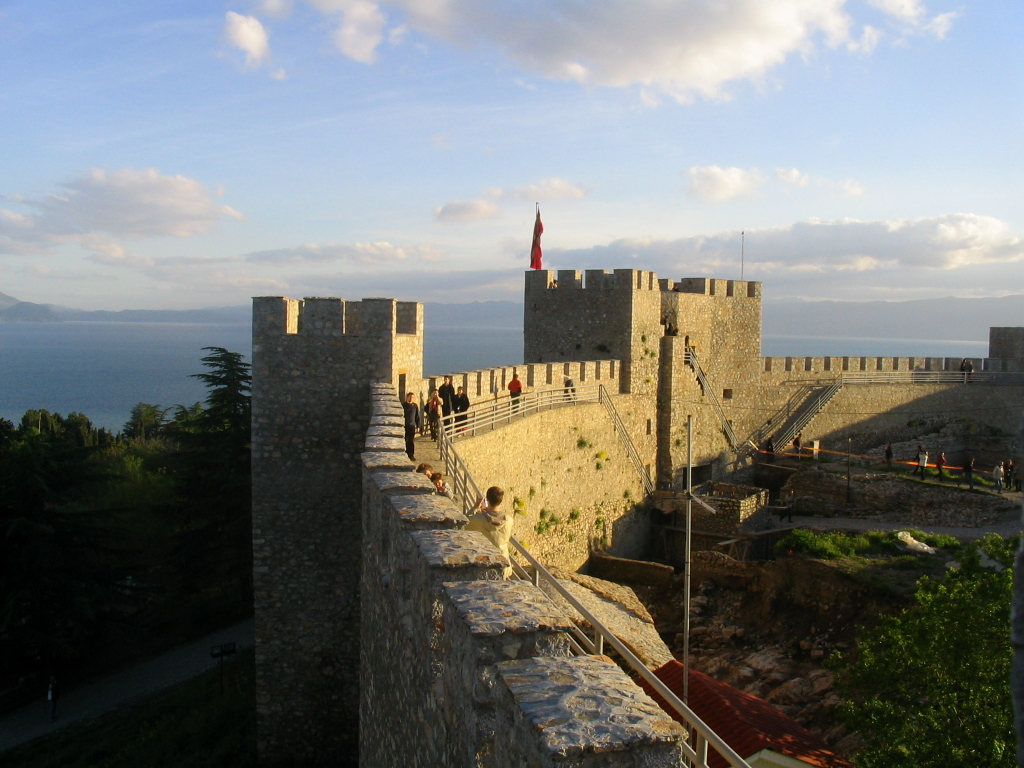
La forteresse de Samuel
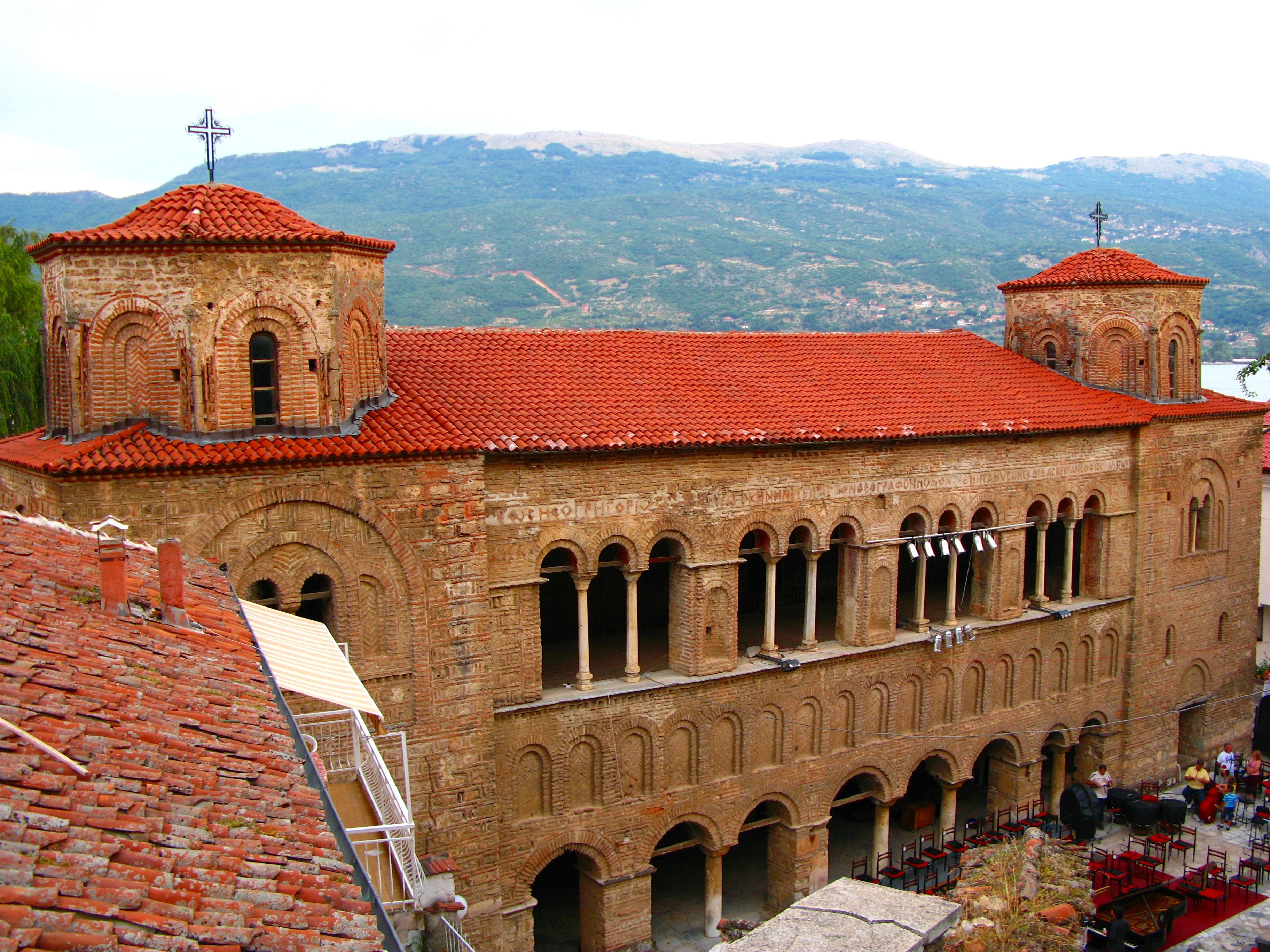
La cathédrale Sainte-Sophie d'Ohrid
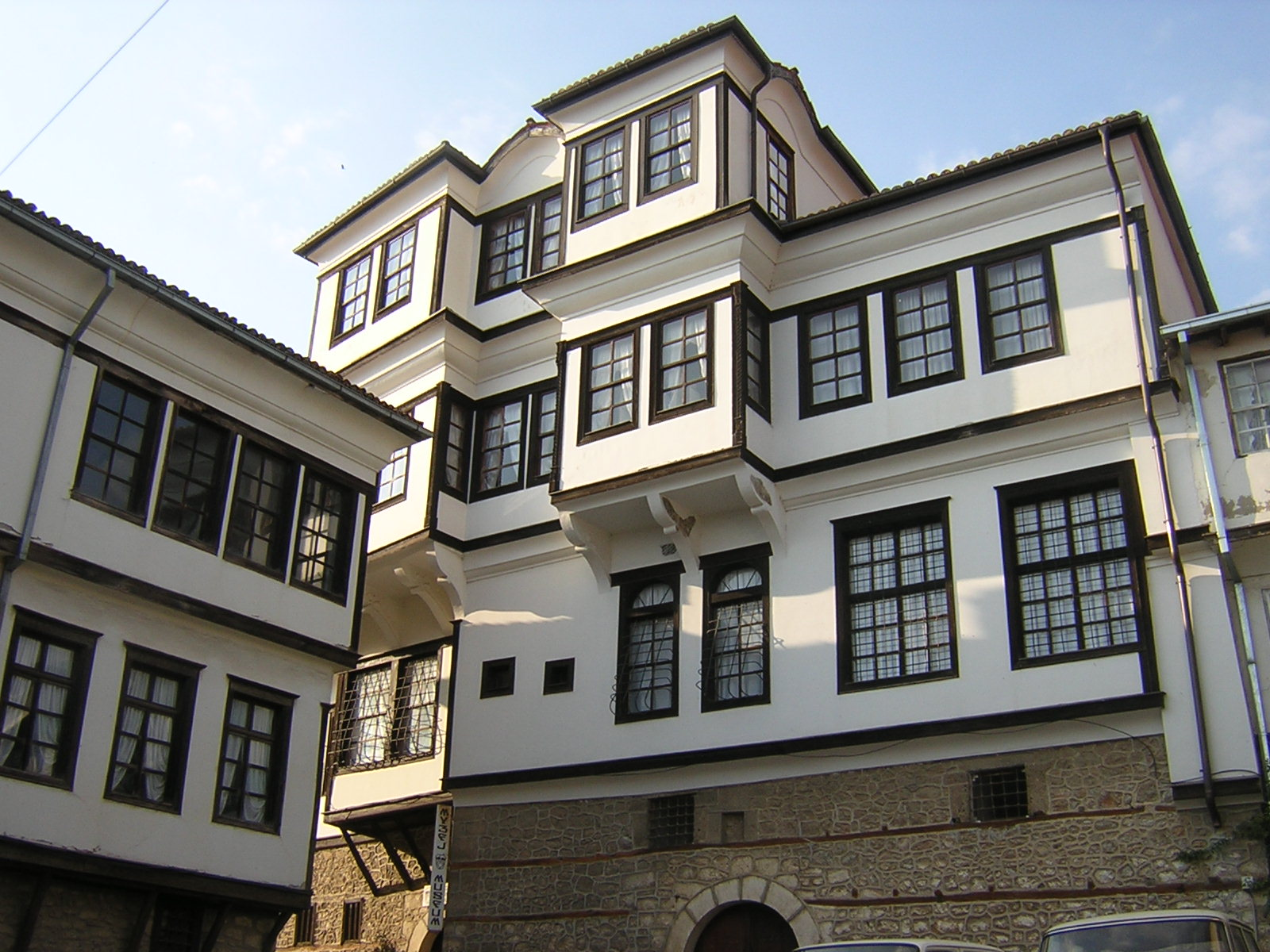
La maison des Robev à Ohrid
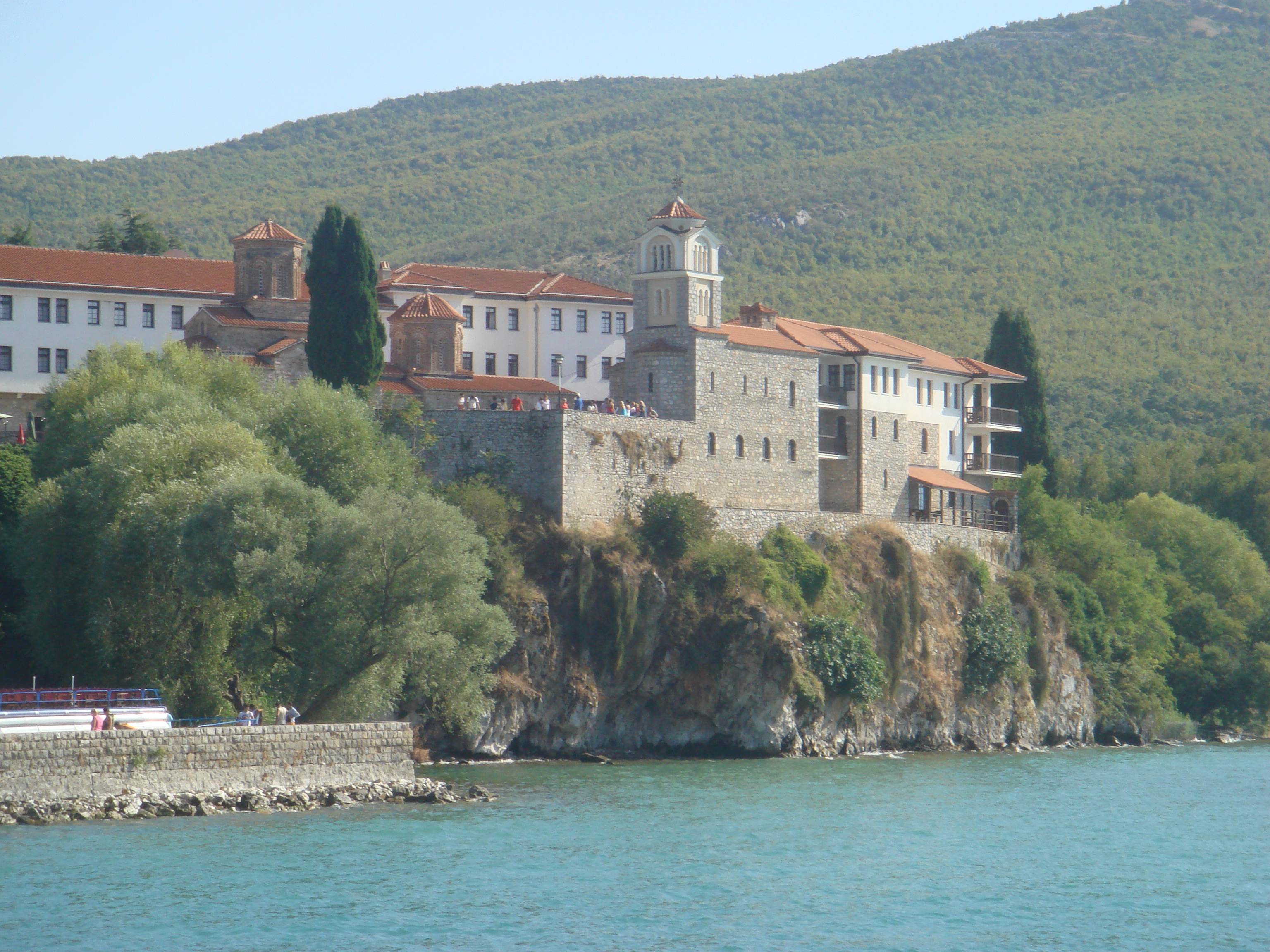
Le monastère Saint-Naum
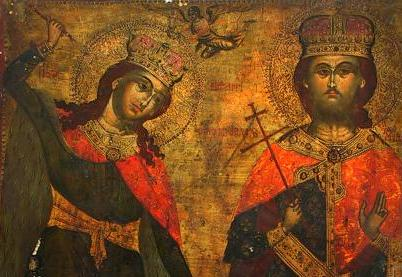
Une icône du monastère